# Rillieux-la-Pape
Rillieux-la-Pape je severno predmestje Lyona in občina v vzhodnoosrednjem francoskem departmaju Rhône regije Rona-Alpe. Leta 2019 je naselje imelo okoli 30.000 prebivalcev.

## Geografija
Naselje se nahaja na severu Lyona, umeščeno med reki Rono in Saono.

## Administracija
Rillieux-la-Pape je sedež istoimenskega kantona, v katerega sta poleg njegove vključeni še občini Sathonay-Camp in Sathonay-Village s 34.332 prebivalci. Kanton je sestavni del okrožja Lyon.

## Zgodovina
Občina Rillieux-la-Pape je bila ustanovljena leta 1972 ob združitvi do tedaj samostojnih občin Rillieux in Crépieux-la-Pape. Občini sta se vse do leta 1967 nahajali v departmaju Ain, z ustanovitvijo Grand-Lyona pa sta bili priključeni k departmaju Rhône.

## Pobratena mesta
- Łęczyca (Poljska)
- Natitingou (Benin)